# June Lang
June Lang, pseudonimo di Winifred June Vlasek (Minneapolis, 5 maggio 1917 – Valley Village, 16 maggio 2005), è stata un'attrice statunitense.

## Biografia
Nel 1923 la sua famiglia si trasferì da Minneapolis a Hollywood dove June Vlasek studiò alla Hollywood Professional School e, dotata di un certo talento di cantante e di ballerina, nel 1930 fece parte del cast del musical Temptations of 1930, in scena all'Orpheum Theater di Los Angeles. Debuttò al cinema nel 1931 interpretando piccoli ruoli, spesso nemmeno accreditata. Ottenne una parte consistente nel 1934, in Musica nell'aria, dove per la prima recitò con il nome di June Lang, accanto a Gloria Swanson e John Boles. Da allora ottenne parti di primo piano, come in Every Saturday Night, White Hunter (1936), Senza perdono (1937), L'ultima nave da Shanghai e Meet the Girl (1938).
Nel 1938, mentre si trovava a Londra per girare il film So This Is London, abbandonò il set quando si fecero insistenti le voci di una guerra imminente. La 20th Century Fox rescisse allora il suo contratto e June Lang continuò a lavorare come indipendente. Il suo ultimo film fu Lighthouse, uscito nel 1947. Negli anni Cinquanta e Sessanta apparve in alcune serie televisive.
Nel giugno 1937 June Lang sposò il produttore e talent scout Victor Orsatti, da cui divorziò l'anno seguente. Nell'aprile del 1940 sposò un altro produttore di Hollywood, l'italiano naturalizzato John Roselli, il cui vero nome era Filippo Sacco. Divorziò tre anni dopo, quando seppe che egli era un mafioso. Roselli, che lavorò per la CIA con l'incarico di uccidere Fidel Castro, e fu anche implicato nell'omicidio del presidente John Kennedy, fu assassinato nel 1976 in circostanze mai chiarite. June Lang si sposò ancora nel 1946, ebbe una figlia e divorziò nel 1954. Morì nel 2005 nella sua casa di Valley Village, e fu sepolta nel Forest Lawn Cemetery di Los Angeles.

## Filmografia parziale

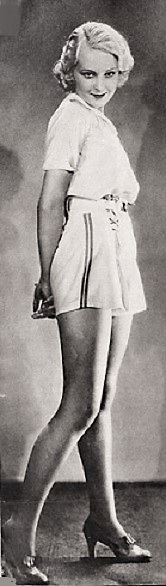
June Lang nel 1933

### Cinema
- Young Sinners, regia di John G. Blystone (1931)
- La donna del miracolo (The Miracle Woman), regia di Frank Capra (1931)
- Chandu the Magician, regia di Marcel Varnel, William Cameron Menzies (1932)
- The Man Who Dared, regia di Hamilton MacFadden (1933)
- Serenata di Schubert (Love Time), regia di James Tinling (1934)
- Musica nell'aria (Music in the Air), regia di Joe May (1934)
- Gli allegri eroi (Bonnie Scotland), regia di James W. Horne (1935)
- White Hunter, regia di Irving Cummings (1936)
- Il medico di campagna (The Country Doctor), regia di Henry King (1936)
- Capitan Gennaio (Captain January), regia di David Butler (1936)
- Le vie della gloria (The Road to Glory), regia di Howard Hawks (1936)
- Senza perdono (Nancy Steele Is Missing!), regia di George Marshall (1937)
- Alle frontiere dell'India (Wee Willie Winkie), regia di John Ford (1937)
- Alì Babà va in città (Ali Baba Goes to Town), regia di David Butler (1937)
- L'ultima nave da Shanghai (International Settlement), regia di Eugene Forde (1938)
- Zenobia, regia di Gordon Douglas (1939)
- Capitan Furia (Captain Fury), regia di Hal Roach (1939)
- L'isola del destino (Isle of Destiny), regia di Elmer Clifton (1940)
- Baci carezze e pugni (Footlight Serenade), regia di Gregory Ratoff (1942)
- Too Many Women, regia di Bernard B. Ray (1942)
- La taverna delle stelle (Stage Door Canteen), regia di Frank Borzage (1943)
- Così vinsi la guerra (Up in Arms), regia di Elliott Nugent (1944)
- Lighthouse, regia di Frank Wisbar (1947)

### Televisione
- I detectives (The Detectives) – serie TV, episodio 3x07 (1961)
- Squadra speciale anticrimine (The Felony Squad) – serie TV, episodio 3x08 (1968)